# Kitagawa (Miyazaki)
Kitagawa (北川町, Kitagawa-chō) foi uma cidade localizada no distrito de Higashiusuki, Miyazaki, Japão. Em 31 de março de 2007, fundiu-se com a cidade de Nobeoka.

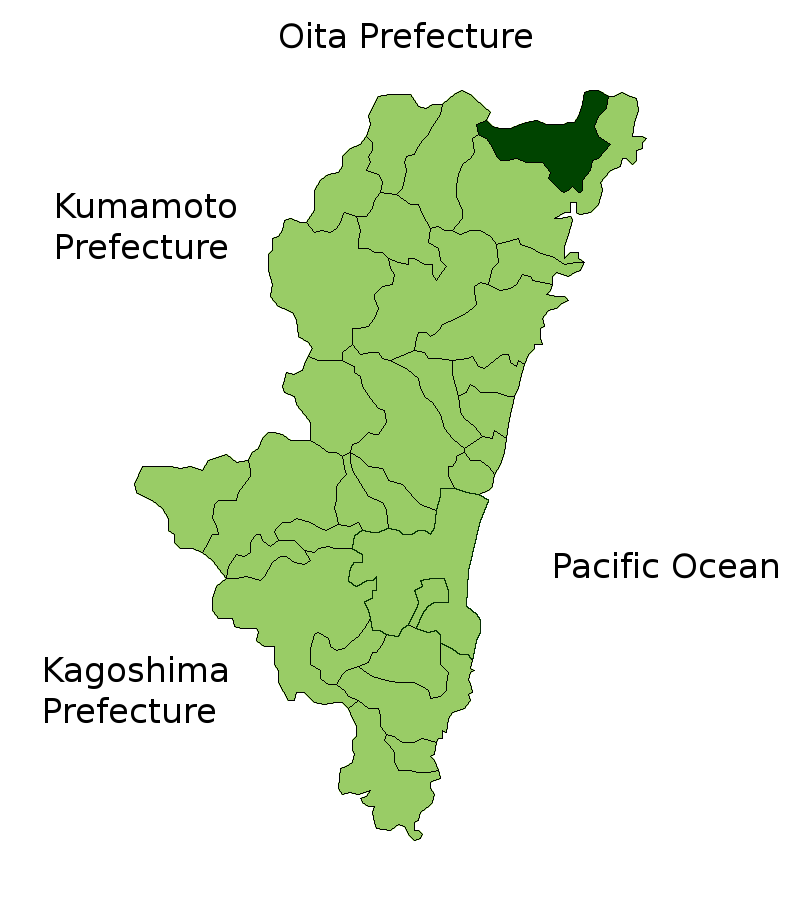
Localização de kitagawa em Miyazaki.

Em 2003, a população estimada da cidade era de 4.684 habitantes e a densidade populacional de 16,73 habitantes por km². A sua área total é de 279,91 km².